# Landtagswahlkreis Baden
Der Wahlkreis Baden (Wahlkreis 2) umfasst den politischen Bezirk Baden in Niederösterreich. Bei der Landtagswahl 2013 ging in diesem Wahlkreis die Österreichische Volkspartei (ÖVP) mit 42,9 % als stärkste Partei hervor. Neben der ÖVP, die eines der vier möglichen Grundmandate im Wahlbezirk erzielte, erreichte auch die Sozialdemokratische Partei Österreichs (SPÖ) ein Grundmandat.

## Geschichte
Niederösterreich war bis 1992 in vier Wahlkreise unterteilt, wobei der Bezirk Baden zum Landtagswahlkreis Viertel unter dem Wienerwald gehörte. Mit der Landtagswahlordnung 1992 wurde die Zahl der Wahlkreise auf 21 erhöht und der Bezirk Baden zu einem eigenen Wahlkreis erhoben.
Seit der Schaffung des Wahlkreises erreichte die Österreichische Volkspartei (ÖVP) bei drei von fünf Wahlen die relative Mehrheit. Lag die ÖVP 1993 und 1998 mit 33 bzw. 34 % noch klar hinter der SPÖ, so erzielte sie 2003 mit 45,7 % erstmals Rang 1. In der Folge konnte sich die ÖVP mit 47,2 bzw. 42,9 % klar als stimmenstärkste Partei im Wahlbezirk etablieren. Bei den fünf Landtagswahlen erzielte die ÖVP immer mindestens ein Grundmandat, bei den Wahlen 2003 und 2008 konnte sie sogar zwei Grundmandate erreichen.
Die Sozialdemokratische Partei Niederösterreich (SPÖ) erzielte im Wahlbezirk Baden bei Landtagswahlen gegenüber dem Landesschnitt immer ein überdurchschnittliches Ergebnis, wobei sie 1993 und 1998 stimmenstärkste Partei war. Mit 41,5 % kam sie im Jahr 1993 auf ihr bisher bestes Ergebnis, in der Folge verlor sie nahezu sukzessive Stimmenanteile. Starke Verluste bei den Landtagswahlen 2008 und 2013 ließen die SPÖ auf zuletzt nur noch 22,6 % abrutschen, dennoch konnte die SPÖ wie auch bei den Wahlen zuvor ein Grundmandat erreichen. Wenngleich die SPÖ im Wahlbezirk immer ein überdurchschnittliches Ergebnis erzielte, verlor sie in 20 Jahren fast die Hälfte ihres Stimmenanteils.
Die Freiheitliche Partei Österreichs (FPÖ) konnten im Wahlkreis Amstetten bisher bei keiner Wahl ein Grundmandat erreichen. Sie kam bei den fünf Landtagswahlen drei Mal auf den dritten Platz, wobei sie 1998 mit 17,3 % ihr bestes Ergebnis erreichte. In der Folge stürzte sie aber im Zuge der Affäre um Peter Rosenstingl auf 5,0 % ab und landete damit hinter den Grünen auf Rang vier. Nachdem die FPÖ 2008 wieder auf 12,8 % zulegen konnte, fiel sie 2013 mit 8,9 % sogar auf Platz fünf zurück.
Die Grünen – Die Grüne Alternative konnten sich zwischen 1993 und 2013 nahezu sukzessive von 2,7 auf 9,4 % steigern, wobei sie 2003 auf Grund der Schwäche der FPÖ kurzfristig den 3. Platz belegen konnten. 2013 schlugen die Grünen erneut die FPÖ, kamen jedoch durch das Antreten des Team Stronach (FRANK bzw. TS) trotz eigener Stimmengewinne erneut nur auf den vierten Platz. Das Team Stronach konnte hingegen bei seinem ersten Antreten auf Anhieb 14,4 % erreichen und stieß dadurch auf den dritten Platz der kandidierenden Parteien vor. Während die Grünen 2013 im Wahlkreis Baden ihr viertbestes Ergebnis verglichen mit den anderen Wahlbezirken erreichten, erzielte das Team Stronach in Baden das beste Ergebnis aller Wahlkreise.

## Wahlergebnisse
| Wahltermin      | GM |                    | ÖVP   | SPÖ   | FPÖ   | GRÜNE | Sonstige |
| 16. Mai 1993    |    | Stimmenanteile (%) | 33,03 | 41,54 | 13,38 | 2,66  | 9,05     |
| 16. Mai 1993    | 4  | Grundmandate       | 1     | 1     | 0     | 0     | 0        |
| 22. März 1998   |    | Stimmenanteile (%) | 34,63 | 38,08 | 17,32 | 4,37  | 5,60     |
| 22. März 1998   | 4  | Grundmandate       | 1     | 1     | 0     | 0     | 0        |
| 30. März 2003   |    | Stimmenanteile (%) | 45,67 | 39,53 | 5,02  | 8,14  | 1,64     |
| 30. März 2003   | 4  | Grundmandate       | 2     | 1     | 0     | 0     | 0        |
| 9. März 2008    |    | Stimmenanteile (%) | 47,18 | 29,12 | 12,77 | 7,92  | 3,01     |
| 9. März 2008    | 4  | Grundmandate       | 2     | 1     | 0     | 0     | 0        |
| 3. März 2013    |    | Stimmenanteile (%) | 42,87 | 22,55 | 8,94  | 9,37  | 17,40    |
| 3. März 2013    | 4  | Grundmandate       | 1     | 1     | 0     | 0     | 0        |
| 28. Jänner 2018 |    | Stimmenanteile (%) | 40,10 | 29,01 | 15,95 | 7,75  | 7,18     |
| 28. Jänner 2018 | 5  | Grundmandate       | 2     | 1     | 0     | 0     | 0        |
| 29. Jänner 2023 |    | Stimmenanteile (%) | 32,83 | 27,97 | 23,00 | 7,91  | 8,28     |
| 29. Jänner 2023 | 5  | Grundmandate       | 1     | 1     | 1     | 0     | 0        |